# Almanach Warszawy
Almanach Warszawy – rocznik ukazujący się od 1997 roku w Warszawie (w latach 1997–2013 pod nazwą „Almanach Muzealny”). 
Wydawcą jest Muzeum Warszawy. Publikowane są w nim artykuły naukowe, recenzje, materiały dotyczące archeologii, historii, architektury oraz kultury materialnej i artystycznej Warszawy. 